# San Min Chu-i
San Min Chu-i (chinois traditionnel : 三民主義歌) est l'hymne national de la république de Chine. Il explique comment la vue et l'espoir d'une nouvelle nation et son peuple peuvent et doivent être atteints et maintenus à l'aide des trois principes du peuple.

## Histoire
Le texte de l'hymne national de Taïwan, successeur revendiqué de la république de Chine, et provient de la collaboration entre plusieurs membres du Kuomintang :
- Hu Hanmin (胡漢民 Hú Hànmín),
- Dai Jitao (戴季陶; Dài Jìtáo),
- Liao Zhongkai (廖仲愷 Liáo Zhòngkǎi)
- Shao Yuanchung (邵元沖 Shào Yuánchōng).

Le texte est apparu pour la première fois le 16 juillet 1924 à l'ouverture d'un discours de Sun Yat-sen, à l'occasion de la cérémonie d'ouverture de l'Académie de Huangpu.
Après le succès de l'Expédition du Nord, le Kuomintang a choisi que ce texte soit son hymne du parti et a sollicité le public pour la musique d'accompagnement. Ch'eng Mao-yün (程懋筠; Chéng Màoyún) a remporté le concours de 139 participants.
Le 24 mars 1930, de nombreux membres du Kuomintang ont proposé d'utiliser le discours de Sun pour les paroles de l'hymne national. En raison de l'opposition d'un symbole politique pour représenter l'ensemble de la nation, l'Édition de l'Hymne national et de la recherche (國歌編製研究委員會) a été créé, et a approuvé la chanson du Kuomintang. Le 3 juin 1937, le Comité central permanent (中央常務委員會) a approuvé la proposition. En 1943, la chanson est devenue officiellement l'hymne national de la république de Chine.

## Paroles
| Chinois traditionnel | Chinois simplifié | Pinyin | Traduction française |
| --- | --- | --- | --- |
| 三民主義， 吾黨所宗； 以建民國， 以進大同。 咨爾多士， 為民前鋒； 夙夜匪懈， 主義是從。 矢勤矢勇， 必信必忠； 一心一德， 貫徹始終。 | 三民主义， 吾党所宗； 以建民国， 以进大同。 咨尔多士， 为民前锋； 夙夜匪懈， 主义是从。 矢勤矢勇， 必信必忠； 一心一德， 贯彻始终。 | Sānmín zhǔyì, wú dǎng suǒ zōng; Yǐ jiàn Mínguó, yǐ jìn dàtóng. Zī ěr duōshì, wèi mín qiánfēng; Sùyè fěi xiè, zhǔyì shì cóng. Shǐ qín shǐ yǒng, bì xìn bì zhōng; Yì xīn yì dé, guànchè shǐ zhōng. | Le triple Démisme, doctrine de notre Parti ; Pour établir la République, et progresser vers la paix et la fraternité. Ô, vous qui êtes des éclaireurs, soyez l’avant-garde du peuple ! Travaillons sans relâche, suivons notre doctrine. Déployons zèle et courage, soyons fidèles et loyaux ; D'un seul cœur, avec une même éthique, appliquons pleinement la doctrine. |